# Estação Ferroviária de Lombe
Lombe é uma interface ferroviária no Caminho de Ferro de Luanda que serve a localidade do mesmo nome, na província de Malanje, em Angola. Em 2010, o antigo edifício de passageiros encontrava-se degradado, ao lado do novo. A arquitectura é parecida à das estações de Zanga e Dondo.

## Serviços
A interface é servida por comboios de longo curso no trajeto Musseques–Malanje.